# Ilekskij rajon
L'Ilekskij rajon (in russo Илекский район?) è un rajon dell'Oblast' di Orenburg, nella Russia europea. Istituito nel 1927, il capoluogo è Ilek.